# Offenbarte Präferenzen
Die Theorie der offenbarten Präferenzen (englisch Revealed Preference Theory) dient der Modellierung von Konsumentenentscheidungen ausgehend von beobachtbaren bzw. beobachteten Entscheidungen in der Mikroökonomie. Sie grenzt sich damit von der Annahme von nicht direkt beobachtbaren Präferenzordnungen bzw. Nutzenfunktionen als sonst in der Mikroökonomie üblicher Ausgangspunkt der Modellierung individueller Entscheidungen ab. Die Theorie der offenbarten Präferenzen ist eng verbunden mit der Haushaltstheorie bzw. der Konsumententheorie in der Mikroökonomie. Sie wurde maßgeblich von Paul A. Samuelson begründet und unter anderem von Hendrik Houthakker und Hal R. Varian weiterentwickelt.

## Ansatz
Das Konzept der Präferenzordnungen und Nutzenfunktionen, das üblicherweise der Theorie von Entscheidungen der Haushalte zu Grunde gelegt wird, ist abstrakt und wird als inhaltslos kritisiert: Welcher Konsument ist sich schon bewusst, mit einer ordentlich definierten Funktion zu existieren, die alle Konsumentscheidungen bestimmt? Man kann auch mit einiger Berechtigung fragen, ob Konsumenten wirklich vollständig konsequent und rational entscheiden. Es gibt viele Gründe, warum das nicht so zu sein braucht. Dazu ein Beispiel:

„Fragen wir jemanden, mit welcher Farbe er seine Wohnung streichen möchte, und geben ihm zwei sehr ähnliche Grautöne zur Auswahl, so kann es sein, dass er die beiden Töne nicht auseinanderhalten kann und sagt, er sei indifferent. Nehmen wir dann den helleren Grauton und legen einen noch helleren Grauton daneben, wird er ebenfalls indifferent sein, wenn er wieder keinen Unterschied feststellen kann. Wenn man so weitermacht und am Ende den hellsten Grauton neben dem zu Anfang benutzten dunklen Grauton hält, so kann es sein, dass sich nun eine eindeutige Präferenz zugunsten einer der beiden Töne ergibt. Damit hätte man eine Reihe von Präferenzen erzeugt, die die Transitivitätsannahme verletzt.“

Gewöhnlich lässt sich die Präferenzordnung bzw. Nutzenfunktion eines Konsumenten nicht direkt beobachten (sofern sie überhaupt vorhanden ist). Man kann bestenfalls eine Reihe von (Konsum-)Entscheidungen (bei verschiedenen Preisen) beobachten. Genau dies ist Ansatzpunkt der Revealed Preferences. Angenommen, im obigen Beispiel wäre die letzte Entscheidung zugunsten des helleren Grautons ausgefallen. Damit lässt sich dann sagen, dass der Konsument den helleren Grauton gegenüber dem dunkleren im direkten Vergleich bevorzugt. Der hellere Ton ist also directly revealed preferred. Angenommen, der Konsument soll sich nun zwischen Rot und Blau entscheiden, und er wählt Rot. Danach soll er sich zwischen Rot und Grün entscheiden, und er wählt Grün. Nun haben wir zwei directly revealed preferred-Relationen. Wenn Rot gegenüber Blau bevorzugt wird, und Grün gegenüber Rot, dann sagt man, dass Grün gegenüber Blau indirekt bevorzugt wird (indirectly revealed preferred).
Man trifft nun häufig für die weitere Verwendung des Konzepts der Revealed Preferences in ökonomischen Modellen weitere Annahmen über die Konsistenz individueller Entscheidungen. Das schwache Axiom der Revealed Preferences trifft die Annahme, dass, wenn er Rot gegenüber Blau als mindestens ebenso gut offenbart hat, er nicht mehr Blau eindeutig gegenüber Rot vorziehen kann. Das starke Axiom der Revealed Preferences geht davon aus, dass, wenn Rot direkt gegenüber Blau und Grün direkt gegenüber Rot als besser offenbart ist (also Grün indirekt gegenüber Blau), der Konsument nicht mehr Blau direkt gegenüber Grün eindeutig vorziehen kann. Erst mit dieser zusätzlichen Annahme sind die Revealed Preferences äquivalent zu der alternativen Theorie von Präferenzordnungen zur Beschreibung individueller Entscheidungen.

## Formale Darstellung
Anmerkung: Die Art der Darstellung variiert von Lehrbuch zu Lehrbuch, von Artikel zu Artikel. Im Folgenden wird grob der Schreibweise von Varian gefolgt, die wiederum Ähnlichkeiten mit Houthakker (1950) aufweist.
Es seien xt, t = 1,...,T, Mengen eines Güterbündels, die ein Konsument in den Perioden t gewählt hat. Es seien pt die zugehörigen Preise. Der Gesamtpreis eines in t gewählten Güterbündels ist dann pt xt.
Ein Konsument K hat in einer Periode t die Mengen xt zu den Preisen pt gewählt. In einer Folgeperiode z wählt er (möglicherweise abweichende) Mengen xz zu (möglicherweise abweichenden) Preisen pz. Angenommen, die Mengen der Folgeperiode wären zu den Preisen der ersten Periode zu einem geringeren oder gleichen Gesamtpreis zu haben gewesen als die tatsächlich in der ersten Periode gewählten Mengen, also pt x z ≤ pt xt. Dann bedeutet dies, der Konsument hätte in der ersten Periode xz wählen können, hat aber stattdessen xt vorgezogen. Auf Basis solcher beobachtbarer Konsumentscheidungen definiert man zwei Relationen:
Directly Revealed Preference
Das Güterbündel xt ist directly preferred gegenüber einem alternativen Güterbündel xz, wenn beide gewählt werden konnten, aber xt tatsächlich gewählt wurde. Dafür schreiben wir {\displaystyle \mathbf {x} ^{t}~R_{D}~\mathbf {x} ^{z}}.
Formale Definition: {\displaystyle \mathbf {x} ^{t}~R_{D}~\mathbf {x} ^{z}:\Leftrightarrow \exists t,z\in 1,...,T:{\text{K hat }}x^{t}{\text{ gew}}{\ddot {a}}{\text{hlt und }}\mathbf {p} ^{t}\mathbf {x} ^{t}\geq \mathbf {p} ^{t}\mathbf {x} ^{z}}.
Revealed Preference
Ist eine Reihe von directly preferred-Relationen für Güterbündel xt, xu, xv, ..., xy, xz gegeben, so dass xt directly revealed preferred gegenüber xu, was wiederum directly revealed preferred gegenüber xv ist usw. ..., bis schließlich xy directly preferred gegenüber xz ist, so sagen wir, dass xt (indirectly) revealed preferred gegenüber xz ist und schreiben {\displaystyle \mathbf {x} ^{t}~R~\mathbf {x} ^{z}}.
Formale Definition: {\displaystyle \mathbf {x} ^{t}~R~\mathbf {x} ^{z}:\Leftrightarrow \exists t,u,v,...,y,z\in 1,...,T:\mathbf {p} ^{t}\mathbf {x} ^{t}\geq \mathbf {p} ^{t}\mathbf {x} ^{u},\mathbf {p} ^{u}\mathbf {x} ^{u}\geq \mathbf {p} ^{u}\mathbf {x} ^{v},...,\mathbf {p} ^{y}\mathbf {x} ^{y}\geq \mathbf {p} ^{y}\mathbf {x} ^{z}}.
Es handelt sich hier also um eine Transitivitätsannahme für bekundete Präferenzen. Die Relation R ist die transitive Hülle der Relation RD.

## Axiome der Theorie offenbarter Präferenzen
Schwaches Axiom der offenbarten Präferenzen
Wenn {\displaystyle \mathbf {x} ^{t}~R_{D}~\mathbf {x} ^{z}}, dann gilt nicht {\displaystyle \mathbf {x} ^{z}~R_{D}~\mathbf {x} ^{t}}.
Das schwache Axiom der offenbarten Präferenzen ist eine grundlegende Konsistenzannahme über die Entscheidungen von Konsumenten. Es besagt, dass wenn der Konsument die direkte Wahl zwischen xt und xz hatte und er xt einmal xz vorgezogen hat, er nicht mehr umgekehrt xz gegenüber xt vorzieht. Für beobachtete Entscheidungen, die den Annahmen einer Präferenzordnung entsprechen, ist das schwache Axiom immer erfüllt.
Das schwache Axiom wird zwar häufig Modellen, die auf der Theorie der offenbarten Präferenzen aufbauen, zu Grunde gelegt. Experimente zeigen aber, dass es Situationen gibt, in denen Konsumenten nicht entsprechend dem Axiom handeln. So zum Beispiel beim Decoy-Effekt.
Starkes Axiom der offenbarten Präferenzen
Wenn {\displaystyle \mathbf {x} ^{t}~R~\mathbf {x} ^{z}}, dann gilt nicht  {\displaystyle \mathbf {x} ^{z}~R~\mathbf {x} ^{t}}.
Das starke Axiom der offenbarten Präferenzen besagt: wenn der Konsument einmal xt indirekt gegenüber xz vorgezogen hat, wird er xz, auch indirekt, nicht mehr xt vorziehen. Er handelt also auch über mehrere Perioden bzw. Entscheidungen hinweg konsistent.
Zu Entscheidungsstrukturen, die das starke Axiom erfüllen, gibt es immer eine Präferenzordnung bzw. kann eine Nutzenfunktion definiert werden. Es ist also im Wesentlichen eine zu Präferenzordnungen äquivalente Annahme über individuelle Entscheidungen.

## Kritik
Amartya Sen kritisierte die Theorie offenbarter Präferenzen wiederholt. Er wies u. a. darauf hin, dass die Axiome dieser Theorie nicht auf empirischen Beobachtungen basieren können, sondern zwangsläufig die Folge eines impliziten Verhaltensmodells seien – etwas, was der Darstellung der Theorie durch ihren Begründer, Paul A. Samuelson, widerspricht. Sen betonte des Weiteren, dass auch die Annahme der Konsistenz der Entscheidungen der vermeintlichen normativen Neutralität der Theorie widerspreche. Er schlug auch die Idee von „als-ob-Verhalten“, die beispielsweise zu einer bewussten Überwindung des Gefangenendilemmas verwendet werden könnte, wenn die betreffenden Akteure aus strategischen Gründen so handeln, als ob sie eine andere Nutzenfunktion hätten als ihre tatsächliche, um ein besseres Ergebnis zu erreichen. Ein solch vorausschauendes Verhalten sei ebenfalls mit der Theorie offenbarter Präferenzen im Widerspruch.